# 오다큐 전철
오다큐 전철 주식회사(일본어: 小田急電鉄株式会社 오다큐 덴테츠 가부시키가이샤[*], Odakyu Electronic Railway Co., Ltd)는 도쿄도, 가나가와현 지역에 철도 노선을 보유하고 있는 일본의 대형 사철 회사이다. 2005년 10월 1일 기준, 오다큐 그룹의 108개 회사 가운데 핵심 기업에 해당한다. 오다큐라는 약칭으로 일반적으로 불리며, 창업 당시의 사명은 오다와라 급행 철도(小田原急行鉄道 오다와라큐우코오테츠도[*])였다.
선전 문구는 "오늘, 로망스카로."(きょう、ロマンスカーで。 쿄우, 로만스카데.[*])이지만 2007년에는 오다큐 선의 개업 80주년을 맞이하여, '감사함을 앞으로의 기쁨으로'(ありがとうを次のよろこびへ 아리가토우오 츠기노 요코로비에[*])를 썼다. 사가미 철도의 주요 주주이기도 하다. 2005년 3월에 운임을 처음 승차 3 km 구간에 120 엔으로 인하한 바 있어, 이는 1997년에 운임을 인하한 게이오 전철의 뒤를 잇는 것이다. 파스넷 및 파스모에 가입되어 있다.

## 연표
- 1923년 5월 1일 오다와라 급행 철도 주식회사(小田原急行鉄道株式会社)를 창립함. 자본금 1,350만엔. 대표이사 사장으로 도시미쓰 쓰루마쓰가 취임함.
- 1927년 4월 1일 일부 단선을 포함하여 오다큐선 전선을 개업함. 당시 역 수는 38개. 무코가오카 유원지를 동시 개원함.
- 1927년 10월 15일 오다큐 선의 전 선이 복선화됨. 급행 운전을 개시함.
- 1929년 4월 1일 에노시마 선 전선을 개업함. 당시 역 수는 13개.
- 1935년 6월 1일 신주쿠 - 오다와라 간 무정차 특급열차 운행을 개시함. 당시의 특급 열차의 이름은 '주말 온천 특급'(週末温泉特急)이었음.
- 1938년 6월 1일 버스 운송업을 개시함.
- 1940년 5월 1일 제도 전철(帝都電鉄, 현재의 게이오 이노카시라 선)을 합병함. 자본금 4,280만엔.
- 1941년 3월 1일 모회사에 해당하는 기누가와 수력전기와 합병됨. 이로써 '오다와라 급행 철도'는 해산됨. 기누가와 수력전기는 오다큐 전철 주식회사(小田急電鉄株式会社)라고 이름을 바꾸어 새롭게 발족함. 자본금은 8,780만엔. 대표이사 사장으로 도시미쓰 쓰루마쓰가 취임.
- 1942년 5월 1일 '육상교통사업조정법'에 따라, 게이힌 전기철도(京浜電気鉄道)와 함께 도쿄 요코하마 전철(東京横浜電鉄)에 흡수 통합되어, '도쿄 급행 전철'(東京急行電鉄, 이른바 다이토큐(大東急))이 됨.
- 1944년 5월 31일. 육상교통사업조정법에 따라 게이오 전철궤도 또한 도쿄 급행 전철에 통합됨.
- 1948년 6월 1일 도쿄 급행 전철에서 분리되어, 게이오 제도 전철(현재의 게이오 전철), 게이힌 급행 전철과 마찬가지로 자본금 1억원의 오다큐 전철 주식회사로 재출발함. 이때 구 제도전철은 게이오 전철 소속이 됨. 동시에 하코네 등산철도와 가나가와 중앙 승합자동차(현재의 가나가와 중앙 교통)를 계열회사로 더함.
- 1948년 10월 16일 복구된 정비차로, 패전 후 처음으로 신주쿠 - 오다와라 역 간 무정차 특급 운행을 개시함.
- 1950년 8월 1일 하코네 등산 철도 철도선의 하코네유모토 역까지 직통 운행을 개시함.
- 1951년 2월 1일 본격적으로 오다큐 로망스카의 1710형이 운행을 시작함.
- 1951년 8월 20일 특급 열차의 전좌석 지정제가 도입됨.
- 1953년 에노시마 가마쿠라 관광(江ノ島鎌倉観光, 현재의 에노시마 전철)을 관련회사로 더함.
- 1954년 9월 10일 다치카와 버스를 관련회사로 더함.
- 1955년 10월 1일 마쓰다 역 - 신마쓰다 역간 연결 노선이 개통됨. 국철로 직통운행하는 열차의 운행을 개시함.
- 1957년 2월 12일 오오야마 관광전철(大山観光電鉄)을 관련회사로 더함.
- 1958년 6월 20일 로망스카 3000형 SE 열차가 제1회 '철도우의 회(鉄道友の会) 블루 리본 상 (ブルーリボン賞)을 수상함.
- 1964년 2월 17일 신주쿠 역의 개량공사를 완료함. 오다큐 역 중 처음으로 지상/지하 2층 구조의 역이 됨.
- 1966년 4월 23일 무코가오카 유원지 모노레일을 개통함.
- 1974년 6월 1일 오다큐 다마선(多摩線) 신유리가오카 - 오다큐 나가야마 구간을 개통함.
- 1975년 4월 23일 다마 선이 오다큐 다마 센터까지 연장됨.
- 1975년 8월 18일 본사 사무소를 신주쿠 역 서쪽출구 쪽에 있는 오다큐 메이지 생명 빌딩(현재의 小田急明治安田生命ビル)으로 이전함.
- 1978년 3월 31일 제국고속도 교통영단 (현재의 도쿄 메트로) 지요다 선과의 직통 운행을 개시함.
- 1990년 3월 27일 다마 선이 가라키타까지 연장됨.
- 2000년 10월 14일 공통승차카드 시스템 '패스넷'을 도입함.
- 2003년 5월 1일 전 역의 전면 금연화를 실시함.
- 2003년 8월 1일 하코네 등산 철도를 완전 자회사화함.

## 노선
- 오다와라 선(小田原線): 신주쿠 - 오다와라
- 에노시마 선(江ノ島線): 사가미 오노 - 가타세 에노시마
- 다마 선(多摩線): 신유리가오카 - 가라키타
- 그 외: 도카이 여객철도 고텐바 선 직통 연결 구간 (마쓰다 연락선)
- 폐지된 노선: 무코가오카 유원지 모노레일 선(向ヶ丘遊園モノレール線)

## 운임
어른의 보통 여객 운임은 다음과 같다. (어린이는 반액. 10원 미만은 올림. 2005년 3월 20일 개정)
| 거리(킬로미터)    | 요금(엔) |
| 처음승차부터 3 km | 120      |
| 4～6              | 150      |
| 7～9              | 180      |
| 10～13            | 210      |
| 14～17            | 240      |
| 18～21            | 270      |
| 22～25            | 300      |
| 26～29            | 330      |
| 30～33            | 360      |
| 34～37            | 400      |
| 38～41            | 440      |
| 42～46            | 480      |
| 47～51            | 520      |
| 52～56            | 570      |
| 57～61            | 610      |
| 62～66            | 650      |
| 67～71            | 700      |
| 72～76            | 750      |
| 77～81            | 800      |
| 82～83            | 850      |

## 차량
- 60000형(MSE)(지하철 직결 운행 가능 차량)
- 50000형(VSE)
- 30000형(EXE)
- 8000형
- 7000형(LSE)
- 4000형(지하철 직결 운행 가능 차량)
- 3000형
- 2000형
- 1000형

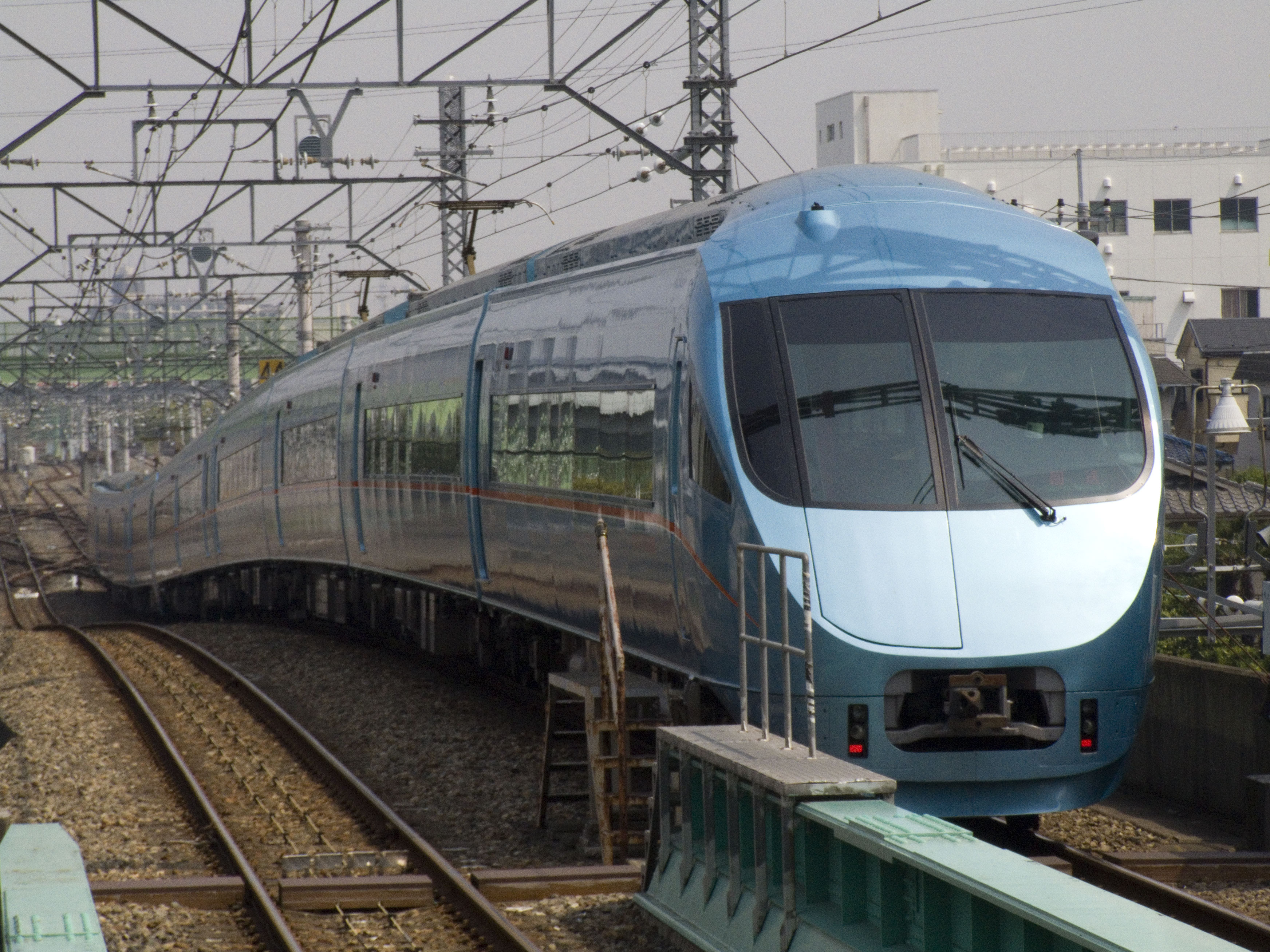
60000형(MSE)
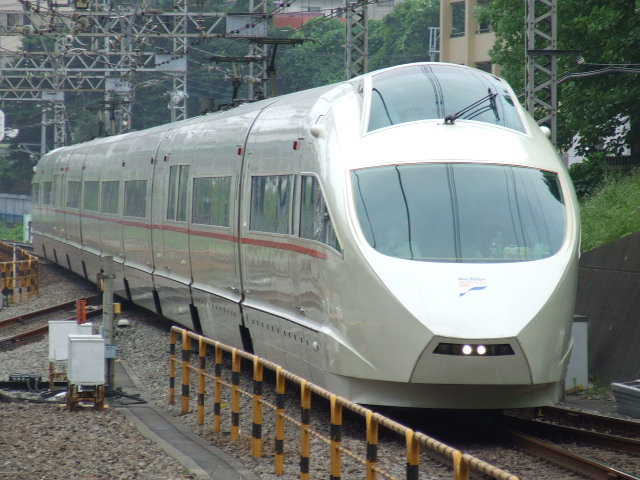
50000형(VSE)
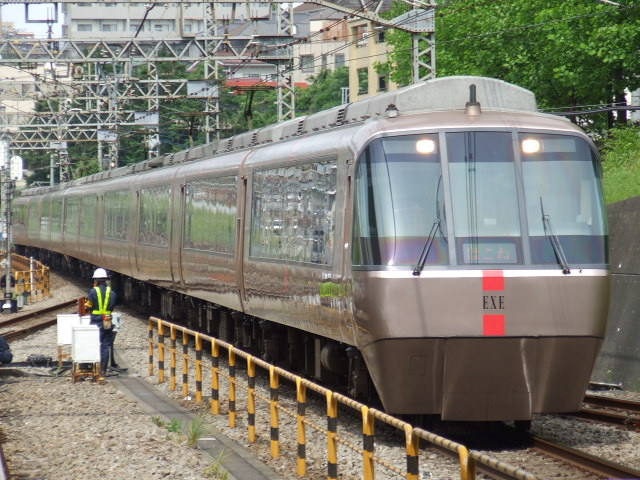
30000형(EXE)
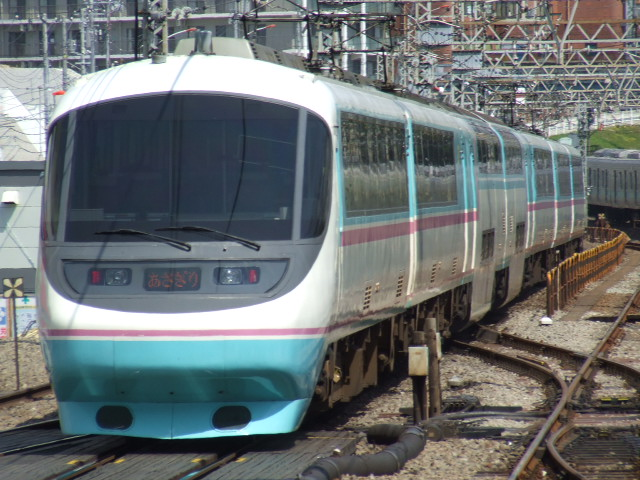
20000형(RSE) (운행 종료)
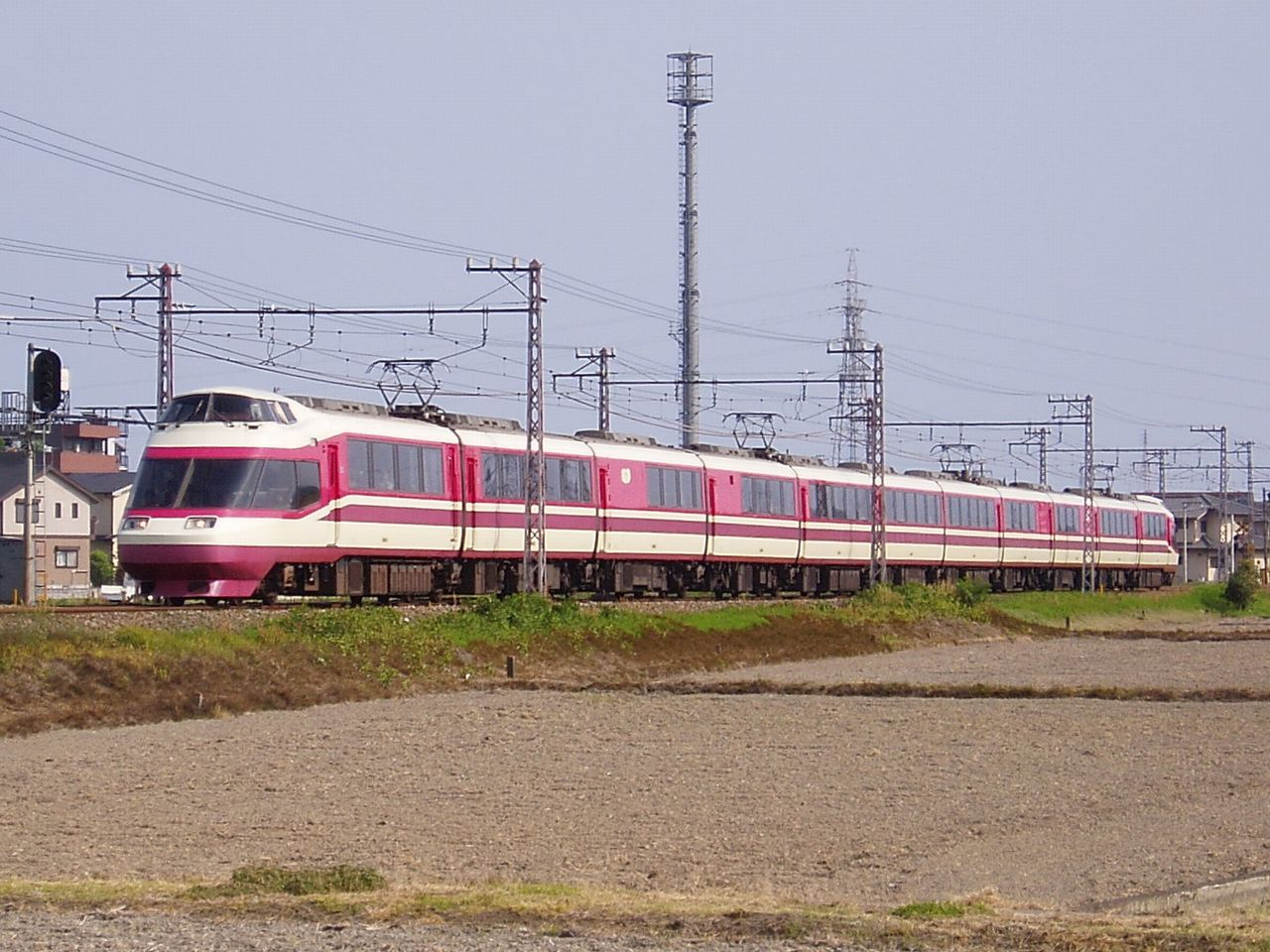
10000형(HiSE) (운행 종료)
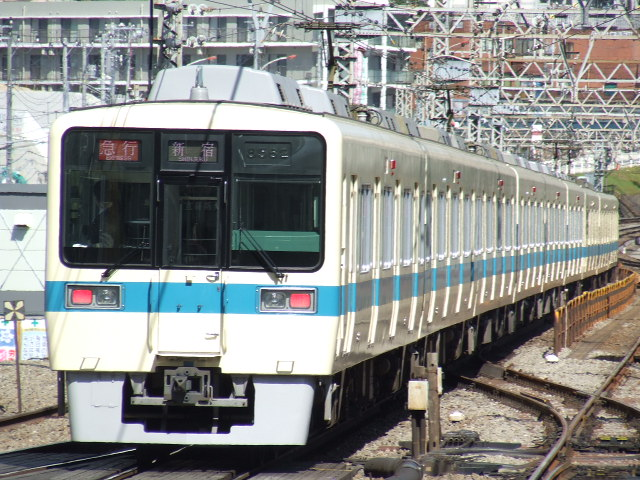
8000형
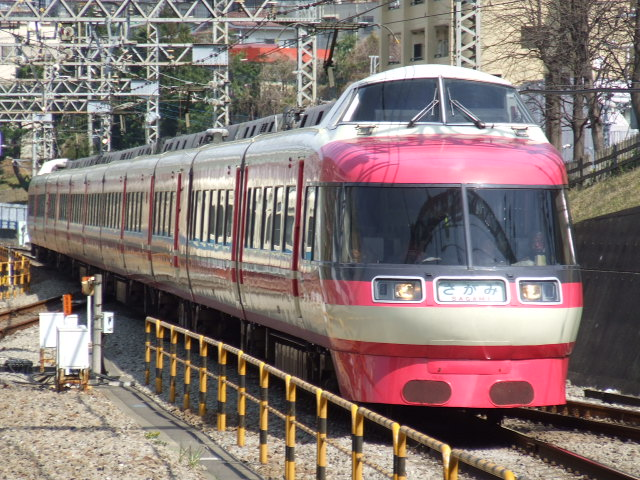
7000형(LSE)
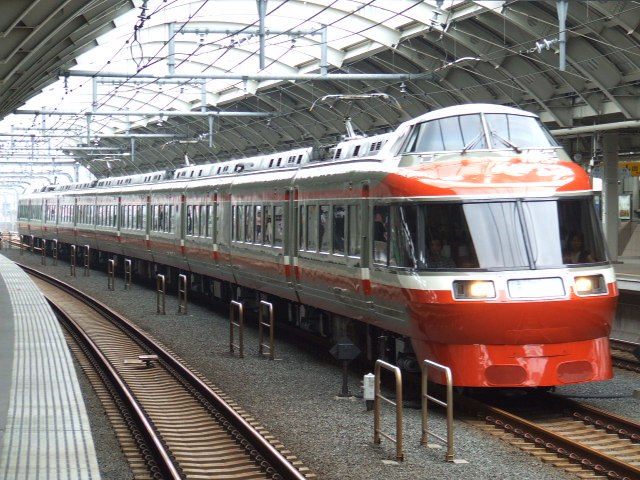
7000형(LSE, 구식 도색)
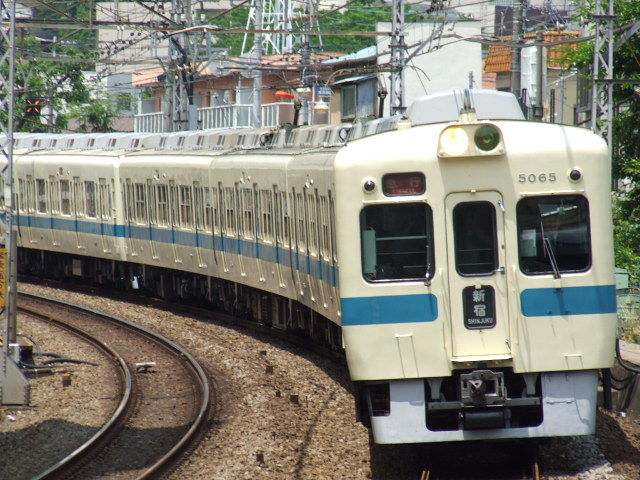
5000형 (운행 종료)
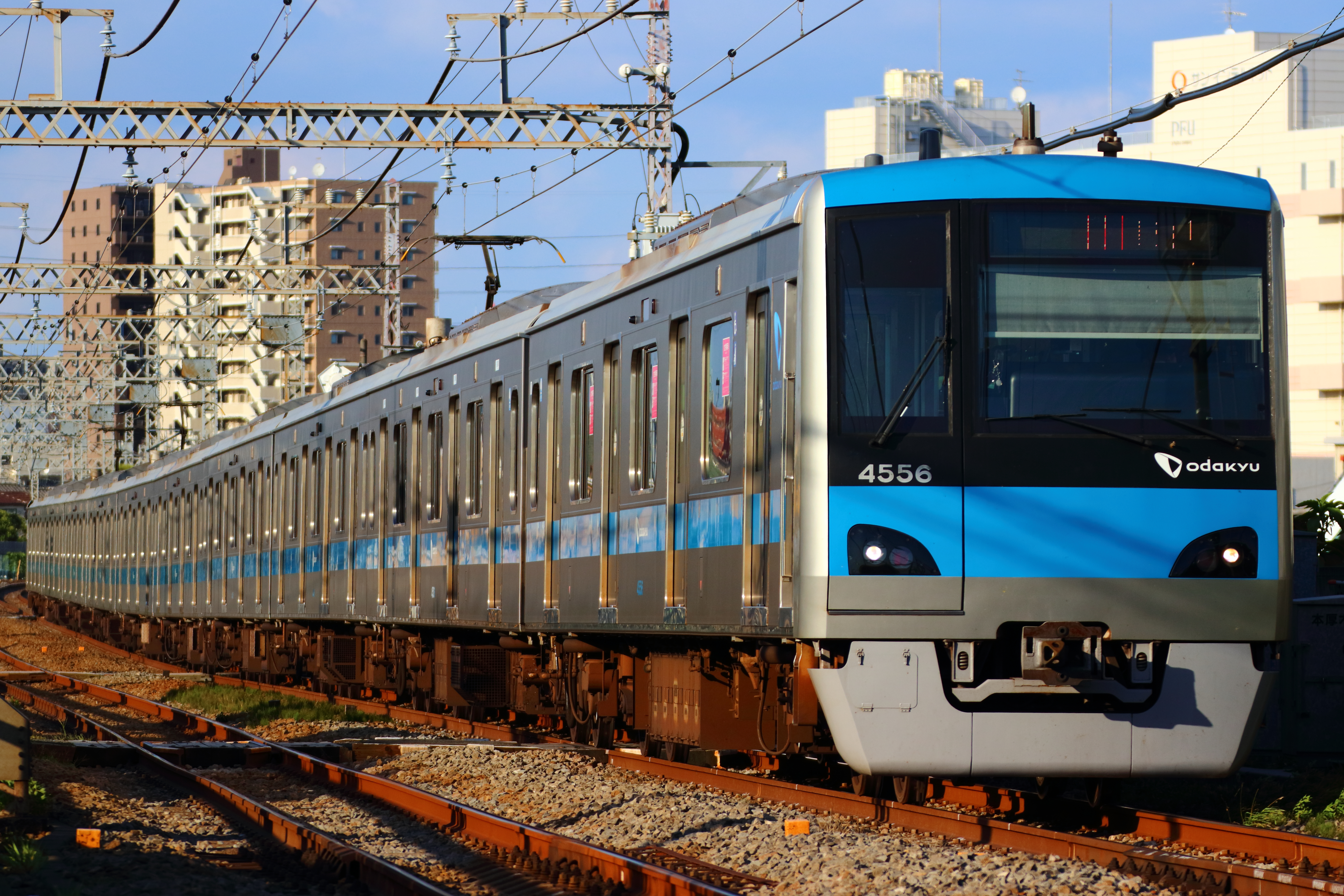
4000형

## 사진

개업 80주년 포스터